# Folter-Memos
Die Folter-Memos sind zwei Rechtsgutachten und ein Brief aus dem Jahr 2002, mit denen die US-Regierung unter George W. Bush den rechtlichen Rahmen für umstrittene Verhörmethoden ausdefinierte. Die beiden Autoren, John Yoo und Jay Bybee, waren unter John Ashcroft als Rechtsberater im US-Justizministerium tätig. Im Krieg gegen den Terror wurden in der Folge die sogenannten erweiterten Verhörtechniken gegen Verdächtige angewandt, die allgemein als Folter bewertet werden, so zum Beispiel Waterboarding, Schläge, das erzwungene Verharren in Stresspositionen und Schlafentzug (bis zu 180 Stunden). Hierbei wurde im Gefangenenlager der Guantanamo Bay Naval Base und in geheimen Gefängnissen unter anderem die Genfer Konvention umgangen. Später wurden unter dem Begriff auch noch weitere Schriftstücke zusammengefasst.
Im Rahmen des Folterskandals Abu Ghuraib kamen die Memos an die Öffentlichkeit. Zu diesem Zeitpunkt hatte bereits Jack Goldsmith, Bybees Nachfolger als Vorsitzender im Office of Legal Counsel, die Memos zurückgezogen. Intern wurde er dafür so heftig kritisiert, dass er nach nur zehn Monaten im Amt seinen Rücktritt einreichte. Inwieweit George W. Bush selbst in die Folterstrategie der CIA und des US-Verteidigungsministeriums eingebunden war, blieb umstritten. John Yoo rechtfertigte seine Gutachten auch noch Jahre später.

## Aufarbeitung
Im März 2009 eröffnete der spanische Richter an der Audiencia Nacional de España Baltasar Garzón eine Untersuchung im Zusammenhang mit den Foltervorwürfen gegen die USA. Sie richtete sich gegen sechs Amerikaner, nämlich gegen Alberto Gonzales, John Yoo, Douglas Feith, William Haynes, Jay Bybee und David Addington (die sogenannten Bush Six). Der spanische Generalstaatsanwalt ließ die Ermittlungen jedoch fallen.
Eine strafrechtliche Überprüfung des Sachverhalts in den USA blieb ergebnislos.
Bereits zwei Tage nach seinem Amtsantritt setzte Barack Obama die Folter-Memos per Executive Order vollständig außer Kraft.